# Dolok Masango
Dolok Masango is een bestuurslaag in het regentschap Serdang Bedagai van de provincie Noord-Sumatra, Indonesië. Dolok Masango telt 1038 inwoners (volkstelling 2010).